# Diego Vilhena
Diego Vilhena (nascut a mitjan segle xvi i mort el 1617) fou un músic portuguès que va estudiar amb el mestre Antonio Pinheiro. Va ser mestre de capella de la catedral d'Evora, i fou dels més grans contrapuntistes de la seva època. Va compondre moltes obres religioses que es conservaren molt de temps en la biblioteca de Joan IV.
Deixà en manuscrit Tractat de cant pla per a principiants.